# چوآدانگه-۱
چوآدانگه-۱ (به لاتین: Chuadanga-1) یک منطقهٔ مسکونی در بنگلادش است که در ناحیه چوادنگه واقع شده‌است.